# Amarelo Manga
Amarelo Manga é um filme brasileiro de 2002, do gênero drama, dirigido por Cláudio Assis. Estrelado por Matheus Nachtergaele, Dira Paes, Chico Díaz, Jonas Bloch e Leona Cavalli, a obra retrata a vida de alguns moradores do centro histórico de Recife, guiados pelas suas paixões e frustrações do dia a dia. É o filme de estreia de Cláudio Assis como diretor e foi parcialmente inspirado em seu curta-metragem, Texas Hotel.
Amarelo Manga recebeu diversos prêmios em diversos festivais de cinema, tanto no Brasil quanto no exterior, entre eles o Festival de Brasília e o Festival de Cinema de Berlim. O filme foi, em geral, elogiado pelos críticos nacionais por seus personagens, trilha sonora, cinematografia e representações do Brasil. Em novembro de 2015 o filme entrou na lista feita pela Associação Brasileira de Críticos de Cinema (Abraccine) dos 100 melhores filmes brasileiros de todos os tempos, enquanto os críticos de língua inglesa foram mais confusos em suas respostas. O filme, ganhador do prêmio do Ministério da Cultura do Brasil para filmes de baixo orçamento, custou 450 mil reais.

## Sinopse
O filme começa com Lígia (Leona Cavalli), uma garçonete que está farta de sua rotina extenuante e que é forçada a recusar rotineiramente as propostas sexuais dos clientes do bar. Um dos homens que dá em cima de Lígia é Isaac (Jonas Bloch), um necrófilo que gosta de sodomizar cadáveres e beber seu sangue. Ele mora no Hotel Texas, onde Dunga (Matheus Nachtergaele), um gay, trabalha como faz-tudo. Dunga se sente atraído por Wellington (Chico Díaz), um açougueiro que entrega carnes no hotel. Wellington, porém, é casado com Kika (Dira Paes), uma mulher que se orgulha de ser cristã evangélica. No entanto, Wellington trai a esposa com uma mulher chamada Dayse (Magdale Alves). Dayse se cansa de ser amante de Wellington e conta a Dunga sobre o relacionamento.
Dunga anonimamente revela a Kika que seu marido a está traindo, pensando que se ele pode destruir o casamento deles, ele e Wellington podem se tornar amantes. Kika encontra Wellington e Dayse juntos, os ataca e vai embora de vez. Wellington vai para o Hotel Texas em busca de consolo. Dunga quer levar Wellington para seu quarto, mas Wellington se desanima com o enterro do recém-falecido proprietário do hotel, Seu Bianor (Cosme Prezado Soares). Enquanto isso, Isaac é expulso do bar após tentar agarrar Lígia à força. Ele então é visto dirigindo seu carro e quando conhece Kika, ele a leva para seu apartamento e eles fazem sexo. No final do filme, Lígia é mostrada novamente reclamando de sua rotina. Segue-se uma montagem do cotidiano da cidade, terminando com a decisão de Kika de pintar o cabelo de amarelo manga, o mesmo tom que tanto atraiu Isaac para Lígia.

## Elenco
- Matheus Nachtergaele como Dunga
- Leona Cavalli como Lígia
- Jonas Bloch como Isaac
- Chico Diaz como Wellington
- Dira Paes como Kika
- Magdale Alves como Dayse
- Cosme Prezado Soares como Seu Bianor
- Conceição Camarotti como Aurora
- Taveira Júnior como taxista
- Everaldo Pontes como Rabecão
- Jones Melo como padre

## Repercussão

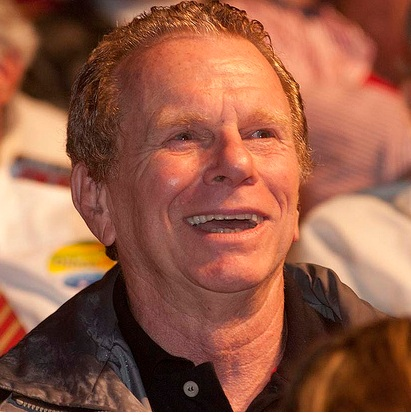
O personagem de Jonas Bloch é um exemplo de como Cláudio Assis tentou tornar o filme "poético e violento ao mesmo tempo".

Escrevendo para o The New York Times, Stephen Holden interpretou a mensagem do filme da seguinte forma: "É assim que a metade inferior vive no Brasil e, por extensão, a humanidade em seu aspecto mais básico, vivendo sem as proteções cor-de-rosa que a riqueza oferece." Por tratar desse tipo de tema, o filme foi rotulado como "violento". Em resposta, Assis disse que "filma a vida como ela é". Jose Solis, do PopMatters, declarou que "apesar de sua aparência triste, o filme é uma celebração da vida". Assis tentou contrastar a violência retratada pelos filmes de ação de Hollywood com as "pequenas violências" que as pessoas enfrentam todos os dias, tornando-as "poéticas e violentas ao mesmo tempo". O personagem de Jonas Bloch atirando em cadáveres representa "um vício inofensivo e simbólico" da mesma forma que outros aspectos do filme "vem disso, dessa violência dentro de nós".
Escrevendo no The New Yorker, Michael Sragow disse que: "O conteúdo humano... é o material da exploração artística." Domingas Person, da revista IstoÉ Gente, escreveu que a frase "o ser humano é estômago e sexo", dita pelo padre no filme, é um bom resumo do "espírito" do filme. Escrevendo para o Diário de Pernambuco, Luciana Veras declarou que o filme "fala dos excluídos que também almejam o mesmo que os personagens das novelas de Hollywood ou dos romances franceses: amor e felicidade". Assis criticou o fato de vários diretores gostarem de "glamourizar a pobreza" e, como tal, caracterizou seus personagens para mostrar o vício do povo. José Geraldo Couto, da Folha de S.Paulo, escreveu que o filme mostra que "os miseráveis não são queridos esperando a misericórdia dos outros, mas cheios de vida, dispostos a matar ou morrer para satisfazer seus desejos e instintos". Deborah Young, da Variety, opinou que a cor amarela manga representa tanto "a sombra ictérica de seus sonhos desfeitos" quanto seu senso de "inconformidade e sensação de vida".

## Antecedentes e produção

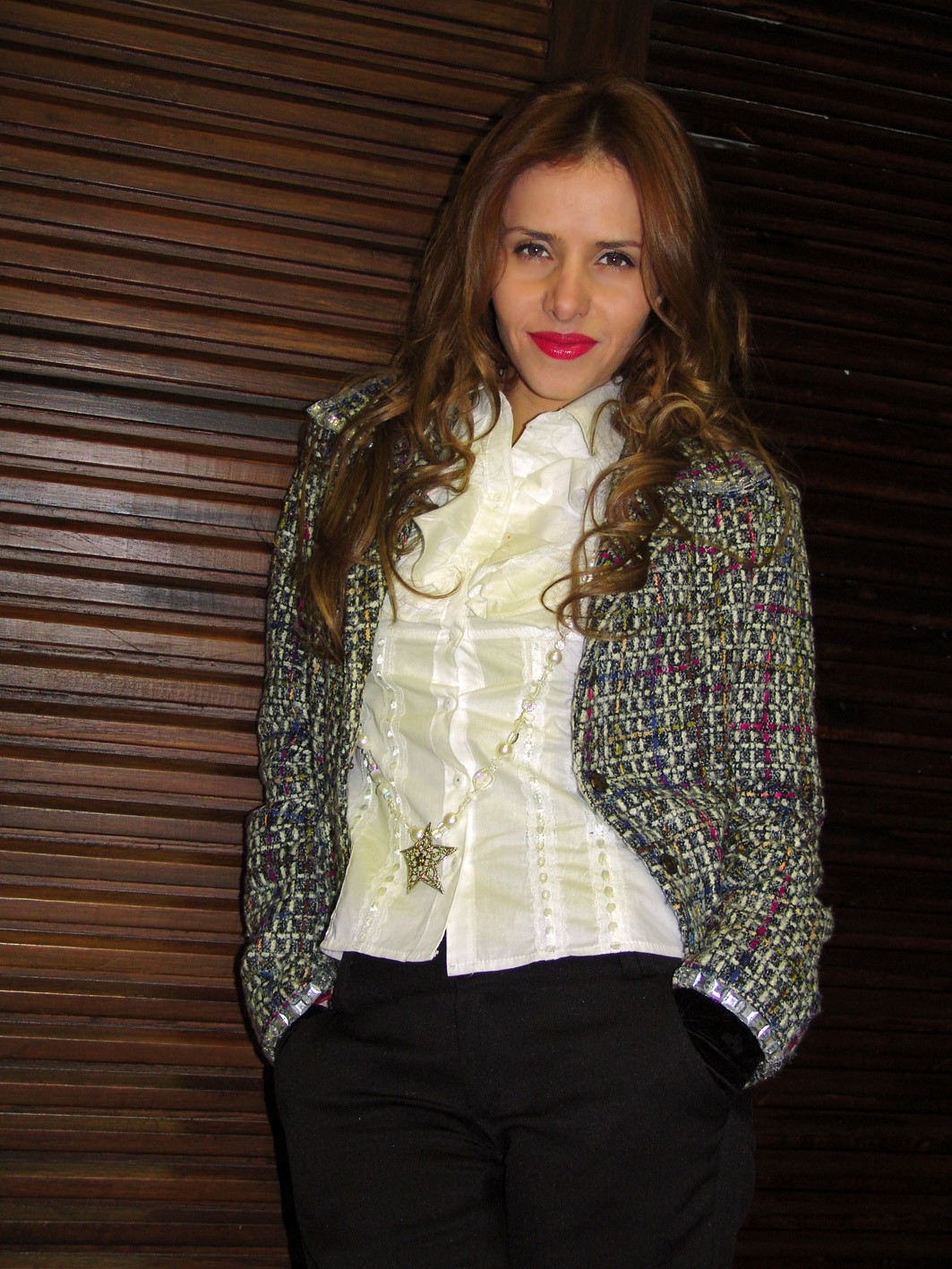
Uma das primeiras ideias de Assis para o filme resultou em uma cena em que Leona Cavalli aparece nua.

Antes da Amarelo Manga, Cláudio Assis trabalhou como diretor de produção no filme Baile Perfumado, de 1996, e como diretor de três curtas-metragens. Um deles, o Texas Hotel, serviu de inspiração para Amarelo Manga. Alessandro Giannini, de O Estado de S. Paulo, disse que o Texas Hotel é "uma espécie de 'teste privilegiado' de Amarelo Manga", enquanto Ken Fox do TV Guide descreveu o Amarelo Manga como uma "versão expandida" do Hotel Texas. Couto escreveu que a "série gratuita de aberrações" apresentada no Texas Hotel se transformou em uma "narrativa articulada e cheia de significado".
O custo de produção foi de R$ 450 mil. Assis ficou feliz com isso, lembrando que os filmes brasileiros custavam em média R$ 3 milhões na época. As filmagens ocorreram nos subúrbios das cidades de Recife e Olinda, ambas no estado de Pernambuco. Foi filmado com câmeras 35 mm trazidas de São Paulo e Rio de Janeiro, e as filmagens ocorreram em cinco semanas entre setembro e outubro de 2001.
Uma das primeiras ideias de Assis para o filme foi mostrar os pelos pubianos de uma garçonete que ele conhecia. Embora não soubesse como incluir esse elemento, os pêlos púbicos de cor amarela combinaram com o livro Tempo Amarelo, do sociólogo Renato Carneiro Campos. O título do filme foi emprestado do livro, no qual o autor descreve os "dentes podres das crianças, a cor da pobreza no país". Assis queria fazer um filme que mostrasse "a cara do povo brasileiro. Somos do Terceiro Mundo e precisamos olhar para nós mesmos".

## Recepção
A estreia de Amarelo Manga foi realizada no Festival do Rio em 4 de outubro de 2002, enquanto foi lançado nos cinemas nacionais em 15 de agosto de 2003. Apesar de receber elogios da crítica de cinema, foi recebido moderadamente pelo público brasileiro. Amarelo Manga arrecadou R$ 769.750,00, com uma audiência de 129.021 pessoas nas dezesseis salas brasileiras em que foi exibido, representando a décima segunda maior audiência de um filme nacional em 2003.

### Resposta da crítica
As críticas especializadas em geral foram bastante elogiosas ao filme, mas ressaltaram que muitos poderiam se chocar com muitas das imagens do filme, cuja estética brutal é apresentada em contraste com imagens corriqueiras do Recife. No IMDb, o filme tem nota 6,7, baseada em 1934 avaliações de usuários.
Os personagens, as atuações dos atores e a trilha sonora foram elogiados por Person e Veras, com Veras observando que as caracterizações do filme evitavam estereótipos. A cinematografia do filme foi elogiada por Person e Veras assim como por Marcelo Hessel do Omelete e Alcino Leite Netto da Folha de S.Paulo, com Netto avaliando que a imagem não era "decorativa" nem "sobressalente", mas uma parte do filme. A representação do filme sobre a vida real no Brasil foi elogiada por Hessel e Veras, com ambos comentando que Cidade de Deus é "cosmetizada" se comparada com Amarelo Manga, e Hessel afirmando que o filme é "um testemunho de valor documental e sociológico ". A crítica de cinema do website CinePOP Andrea Don declarou que é um filme que os espectadores amariam ou odiariam, concluindo que "você não sairá da sala do cinema da mesma forma que entrou". Em 2015, foi reconhecido pela Associação Brasileira de Críticos de Cinema como o 86º melhor filme brasileiro de todos os tempos  no Top 100 melhores filmes brasileiros de todos os tempos.

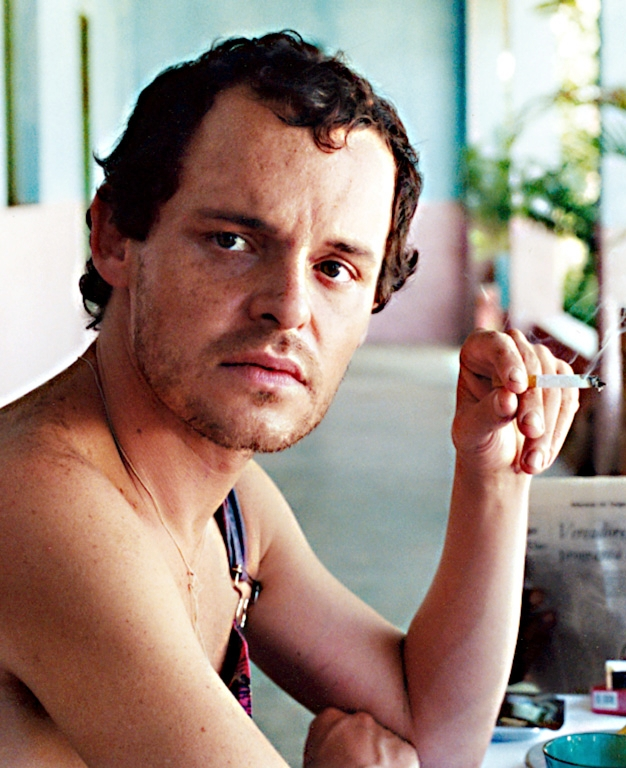
Deborah Young, da Variety, disse que Nachtergaele "é um destaque" no filme.

Amarelo Manga recebeu críticas mistas de críticos que falam inglês. No site agregador de resenhas Rotten Tomatoes, o filme tem uma classificação de 60% de aprovação com base em cinco resenhas, com uma pontuação média de 5,6/10. No Metacritic, que atribui uma classificação normalizada de 100 com base nas resenhas dos críticos, o filme tem uma pontuação de 40 (indicando "críticas mistas ou médias") com base em cinco resenhas. Um crítico do The Village Voice descreveu os personagens como "caricaturas balbuciantes" e o filme como uma "ninharia brasileira superficial". Debora Young chamou Matheus Nachtergaele de "destaque", já que "ele incorpora o exagero selvagem do filme sem achatar como alguns dos outros personagens fazem". Apesar de elogiar sua cinematografia, Keith Phipps do The A.V. Club disse que é "um filme que não tem nada a dizer". Sragow, Young e Fox também elogiaram o trabalho do diretor de fotografia Carvalho; Na opinião de Sragow, a penúltima cena - a montagem - "possui uma eloqüência que eclipsa tudo o mais no filme". Holden considerou os personagens "pessoas robustas e com todas as dimensões" e elogiou o "sabor surreal" do filme. Solis elogiou, dizendo que "o verdadeiro prazer" do filme é que Assis "não recorre à exploração para tornar essas pessoas memoráveis".
O crítico da Folha de S.Paulo Pedro Butcher diz que o filme remete a retomada vinda desde O Baile Perfumado, mas beira a fetichização do povo buscando fugir dos clichês, valendo a pena pelas imagens do Recife. Já Marcelo Hessel, do Omelete, é mais elogioso, colocando que o filme é bastante sincero e contundente, e diferente do crítico da Folha, diz que a estética da pobreza, exibida sem vergonhas, evita o maniqueísmo e os clichês fugindo do apelo de que os marginalizados são vítimas e que o brasileiro é pacífico, não recomendando o filme para quem quer apenas passar o tempo. Na mesma linha, Robledo Milani, do Papo de Cinema, coloca que o filme é um trabalho original e vivo, mas diz que não é para todos, levando quem o assiste ao extremo dos sentimentos de amar ou odiar - mas quem odiar estará perdendo "uma aula de cinema" e quem souber aprecia-lo será presenteado com grande louvor. Valéria Geremia, no portal Críticos, Valéria Geremia, comenta que nenhuma das imagens chocantes do filme é gratuita, tendo justificativa ao expor a intimidade dos personagens e não tendo "falsos escrúpulos morais".

### Mídia Caseira
O filme foi lançado em DVD no Brasil pela Califórnia Filmes em 2004, enquanto nos Estados Unidos foi lançado pela First Run Features em parceria com a Global Film Initiative na série "Global Lens 2004/2003" em 2005, e relançado em "The Best of Global Lens: Brazil" em 2011.

### Prêmios e indicações
No 35º Festival de Brasília, Amarelo Manga foi eleito o Melhor Filme pelo júri oficial, pelo júri popular e pela crítica; também recebeu os prêmios de Melhor Fotografia, Melhor Edição, Melhor Elenco e Melhor Ator para Chico Díaz. Assis ganhou o prêmio de Melhor Filme de Estreia no 25º Festival de Cinema de Havana, onde o filme também ganhou o prêmio de Melhor Fotografia. Também ganhou o prêmio de Melhor Fotografia no 7° Festival de Cinema Brasileiro de Miami. Amarelo Manga venceu em todas as categorias de longa-metragem do 13º Cine Ceará – Melhor Filme, Melhor Diretor, Melhor Fotografia, Melhor Roteiro, Melhor Direção de Arte, Melhor Trilha Sonora, Melhor Ator para Matheus Nachtergaele e Melhor Atriz para Dira Paes – e também recebeu um prêmio especial por seu figurino. Embora indicado em 13 categorias no Grande Prêmio do Cinema Brasileiro de 2004, venceu apenas na categoria de Melhor Fotografia. No 53º Festival Internacional de Cinema de Berlim, ganhou o prêmio de Melhor Filme na seção Fórum, e recebeu o Grande Prêmio no 15º Festival de Cinema da América Latina de Toulouse. Também foi indicado ao Prêmio Ariel de Melhor Filme Ibero-Americano.

#### Lista de prêmios e indicações
| Ano  | Associações                                           | Categoria                          | Recipiente(s)               | Resultado | Ref.                 |
| ---- | ----------------------------------------------------- | ---------------------------------- | --------------------------- | --------- | -------------------- |
| 2002 | Festival de Cinema de Brasília                        | Melhor Filme da Crítica            | Amarelo Manga               | Venceu    | [ 43 ] [ 44 ]        |
| 2002 | Festival de Cinema de Brasília                        | Melhor Filme (prêmio do público)   | Amarelo Manga               | Venceu    | [ 43 ] [ 44 ]        |
| 2002 | Festival de Cinema de Brasília                        | Candango de Melhor Longa-metragem  | Amarelo Manga               | Venceu    | [ 43 ] [ 44 ]        |
| 2002 | Festival de Cinema de Brasília                        | Melhor Ator                        | Chico Díaz                  | Venceu    | [ 43 ] [ 44 ]        |
| 2002 | Festival de Cinema de Brasília                        | Melhor Fotografia                  | Walter Carvalho             | Venceu    | [ 43 ] [ 44 ]        |
| 2002 | Festival de Cinema de Brasília                        | Melhor Montagem                    | Paulo Sacramento            | Venceu    | [ 43 ] [ 44 ]        |
| 2002 | Festival de Cinema de Brasília                        | Prêmio especial do júri de atuação | Dira Paes                   | Venceu    | [ 43 ] [ 44 ]        |
| 2002 | Correio Braziliense no Festival de Cinema de Brasília | Prêmio conjunto do elenco          | Elenco                      | Venceu    | [ 43 ] [ 44 ]        |
| 2003 | Festival Internacional de Cinema de Berlim            | Prêmio C.I.C.A.E.                  | Amarelo Manga               | Venceu    | [ 45 ] [ 46 ] [ 47 ] |
| 2003 | Cine Ceará - Festival de Cinema do Ceará              | Melhor Filme                       | Amarelo Manga               | Venceu    | [ 48 ]               |
| 2003 | Cine Ceará - Festival de Cinema do Ceará              | Melhor Diretor                     | Cláudio Assis               | Venceu    | [ 48 ]               |
| 2003 | Cine Ceará - Festival de Cinema do Ceará              | Melhor Roteiro                     | Hilton Lacerda              | Venceu    | [ 48 ]               |
| 2003 | Cine Ceará - Festival de Cinema do Ceará              | Melhor Ator                        | Matheus Nachtergaele        | Venceu    | [ 48 ]               |
| 2003 | Cine Ceará - Festival de Cinema do Ceará              | Melhor Atriz                       | Dira Paes                   | Venceu    | [ 48 ]               |
| 2003 | Cine Ceará - Festival de Cinema do Ceará              | Melhor Edição                      | Paulo Sacramento            | Venceu    | [ 48 ]               |
| 2003 | Cine Ceará - Festival de Cinema do Ceará              | Melhor Fotografia                  | Walter Carvalho             | Venceu    | [ 48 ]               |
| 2003 | Cine Ceará - Festival de Cinema do Ceará              | Melhor Trilha Sonora Original      | Lúcio Maia e Jorge Du Peixe | Venceu    | [ 48 ]               |
| 2003 | Cine Ceará - Festival de Cinema do Ceará              | Prêmio Especial de Figurino        | Andréia Monteiro            | Venceu    | [ 48 ]               |
| 2003 | Festival Internacional de Cinema de Havana            | Melhor Primeira Obra               | Cláudio Assis               | Venceu    | [ 37 ]               |
| 2003 | Festival Internacional de Cinema de Havana            | Melhor Fotografia                  | Walter Carvalho             | Venceu    | [ 37 ]               |
| 2003 | Miami Brazilian Film Festival                         | Melhor Fotografia                  | Walter Carvalho             | Venceu    | [ 38 ]               |
| 2003 | Festival de Cinema Latino-americano de Toulouse       | Melhor Filme                       | Amarelo Manga               | Venceu    | [ 49 ]               |
| 2003 | Festival de Cinema de Bogotá                          | Melhor Filme                       | Amarelo Manga               | Venceu    |                      |
| 2003 | Prêmio Qualidade Brasil                               | Melhor Atriz - RJ                  | Leona Cavalli               | Indicada  |                      |
| 2003 | Prêmio Qualidade Brasil                               | Melhor Atriz - SP                  | Leona Cavalli               | Indicada  |                      |
| 2003 | Prêmio Qualidade Brasil                               | Melhor Atriz Coadjuvante - RJ      | Dira Paes                   | Indicada  |                      |
| 2003 | Prêmio Qualidade Brasil                               | Melhor Atriz Coadjuvante - SP      | Dira Paes                   | Indicada  |                      |
| 2004 | Festival Sesc Melhores Filmes                         | Melhor Filme (prêmio da audiência) | Amarelo Manga               | Venceu    |                      |
| 2004 | Grande Prêmio do Cinema Brasileiro                    | Melhor Filme                       | Amarelo Manga               | Indicado  | [ 39 ]               |
| 2004 | Grande Prêmio do Cinema Brasileiro                    | Melhor Diretor                     | Cláudio Assis               | Indicado  | [ 39 ]               |
| 2004 | Grande Prêmio do Cinema Brasileiro                    | Melhor Atriz                       | Leona Cavalli               | Indicada  | [ 39 ]               |
| 2004 | Grande Prêmio do Cinema Brasileiro                    | Melhor Atriz                       | Dira Paes                   | Indicada  | [ 39 ]               |
| 2004 | Grande Prêmio do Cinema Brasileiro                    | Melhor Ator                        | Matheus Nachtergaele        | Indicado  | [ 39 ]               |
| 2004 | Grande Prêmio do Cinema Brasileiro                    | Melhor Ator Coadjuvante            | Chico Díaz                  | Indicado  | [ 39 ]               |
| 2004 | Grande Prêmio do Cinema Brasileiro                    | Melhor Roteiro Original            | Hilton Lacerda              | Indicado  | [ 39 ]               |
| 2004 | Grande Prêmio do Cinema Brasileiro                    | Melhor Fotografia                  | Walter Carvalho             | Venceu    | [ 39 ]               |
| 2004 | Grande Prêmio do Cinema Brasileiro                    | Melhor Montagem                    | Paulo Sacramento            | Indicado  | [ 39 ]               |
| 2004 | Grande Prêmio do Cinema Brasileiro                    | Melhor Figurino                    | Andréa Monteiro             | Indicada  | [ 39 ]               |
| 2004 | Grande Prêmio do Cinema Brasileiro                    | Melhor Maquiagem                   | –                           | Indicado  | [ 39 ]               |
| 2004 | Grande Prêmio do Cinema Brasileiro                    | Melhor Direçao de Arte             | Renata Pinheiro             | Indicada  | [ 39 ]               |
| 2004 | Prêmio APCA de Cinema                                 | Melhor Direção                     | Cláudio Assis               | Venceu    | [ 50 ]               |
| 2004 | Prêmio APCA de Cinema                                 | Melhor Montagem                    | Paulo Sacramento            | Venceu    | [ 50 ]               |
| 2004 | Prêmio ACIE de Cinema                                 | Melhor Filme                       | Amarelo Manga               | Indicado  | [ 51 ]               |
| 2004 | Prêmio Guarani de Cinema Brasileiro                   | Melhor Filme                       | Amarelo Manga               | Indicado  | [ 51 ]               |
| 2004 | Prêmio Guarani de Cinema Brasileiro                   | Melhor Diretor                     | Cláudio Assis               | Indicado  | [ 51 ]               |
| 2004 | Prêmio Guarani de Cinema Brasileiro                   | Melhor Ator                        | Matheus Nachtergaele        | Indicado  | [ 51 ]               |
| 2004 | Prêmio Guarani de Cinema Brasileiro                   | Melhor Ator Coadjuvante            | Chico Díaz                  | Venceu    | [ 51 ]               |
| 2004 | Prêmio Guarani de Cinema Brasileiro                   | Melhor Atriz Coadjuvante           | Leona Cavalli               | Venceu    | [ 51 ]               |
| 2004 | Prêmio Guarani de Cinema Brasileiro                   | Melhor Roteiro Original            | Hilton Lacerda              | Indicado  | [ 51 ]               |
| 2004 | Prêmio Guarani de Cinema Brasileiro                   | Melhor Fotografia                  | Walter Carvalho             | Venceu    | [ 51 ]               |
| 2004 | Prêmio Guarani de Cinema Brasileiro                   | Melhor Montagem                    | Paulo Sacramento            | Indicado  | [ 51 ]               |
| 2004 | Prêmio Guarani de Cinema Brasileiro                   | Melhor Direçao de Arte             | Renata Pinheiro             | Indicada  | [ 51 ]               |
| 2004 | Prêmio Guarani de Cinema Brasileiro                   | Melhor Revelação                   | Cláudio Assis               | Venceu    | [ 51 ]               |

## Trilha sonora
Trilha sonora feita por Jorge Du Peixe em conjunto com Lúcio Maia, gravada pela YB Music.